# 公共工事の入札制度
公共工事の入札制度（こうきょうこうじのにゅうさつせいど、The tendering systems for public works）は、日本の公共建設工事の入札制度について、以下の通り示す。

## 解説
- 公共調達（英: public procurement）は大きく工事と物品購入・役務に分けられるが、この項では、日本における公共調達のうち、工事分野[注 1]について、発注者(国、地方公共団体など)が受注者(建設業者)を選定する際の手続き（入札手続）について述べる。なお、本頁の記載の対象は主として工事を念頭に置いているが、建設コンサルタント業務についても、工事に準じた入札制度を採っている場合が多いため、参考にされたい。
- 公共工事に限らず、伝統的な公共調達制度の理念としては、品質の高いものを安く調達することが第一に挙げられてきた。会計法（昭和22年法律第35号）や予算決算及び会計令(昭和22年勅令第165号)といった会計諸法令はこの理念に則って規定されている。
- 一方で、これらの会計法令は単なる価格競争を招きかねず、それによって工事成果物の品質確保が図れなくなるのではないかとの懸念や、ダンピング受注が増加し、建設業全体の疲弊を招きかねないとの懸念[注 2]から、受注者（建設業者）の適正な利潤の確保を求める声も強い。平成17年には、公共工事の品質確保の促進に関する法律（平成17年法律第18号）が議員立法で成立し、同法の中で、公共工事の理念として、「公共工事の品質確保」と「担い手の中長期的な育成及び確保の促進」が挙げられた。
- 以上のような経緯で、今日、一般的に公共工事の入札制度の基本的な理念としては、最も価値の高い調達の実現（コスト低減、品質確保、不正行為の防止等）と建設業の健全な発達の２柱が挙げられる。

## 公共工事の入札制度の種類
日本の入札制度のうち、競争入札制度としては、大きく一般競争入札と指名競争入札が存在しており、それ以外に随意契約による契約も存在している。
- 多くの発注機関において、額の大きい工事から順に、一般競争入札、指名競争入札、随意契約で行うことが一般的である。[1]
- なお、国及び一定の政府関係機関の工事については、WTO政府調達協定の対象となる、基準額[注 3]を超える公共工事について、「公共事業の入札・契約手続の改善に関する行動計画」（平成６年１月18日閣議了解）により一般競争入札を取らなければならないことになっているが、今日においては、各発注機関がWTOの基準よりも低い基準を設定していることが一般的である[注 4]。
- 全般的な開札までの流れについては、一般的には、公告→入札説明書の交付→競争参加資格（後述）申請書及び資料の提出→競争参加資格の確認結果通知→現場説明会（現在は談合を助長するとの観点[注 5]から現場説明書に代えられることが多い）→質問書の提出期限→質問書に対する回答→入札→開札、となるが、今日以下に述べるように入札方式が多様化しており、具体的な流れについては、各発注者のHPを参考にされたい[2][3]。

### 一般競争入札
- 一般競争入札（政府調達協定（WTO協定）上の「公開入札」（英："open tendering"））とは、公告により不特定多数の者を誘引し申込みをさせる方法によって競争を行わせ、その申込みに係る者のうち、国に最も有利な条件をもって申込みをした者を選定し、その者と契約を締結する契約方式をいう。
- 一般競争入札は、広く競争参加の機会が与えられることから、機会均等で、かつ相手方の選定が公正であり、また経済性を確保する点において優れている。反面、ややもすると不信用、不誠実な者の参加を許すこととなり、かえって公正な競争の実施が妨げられることがあること、他の方式に比べて公告費その他について経費が必要であること及び不特定多数の参加者に対する説明等に手数を要すること等の短所があると言われている[4][注 6]。
- なお、今日の一般競争入札は、不信用・不誠実な者の排除する観点から、一定の資格要件（競争参加資格、後述）を定めたものが一般的である。

### 指名競争入札
- 指名競争入札（政府調達協定（WTO協定）上の「選択入札」（英："selective tendering"））とは、特定多数の者を指名することによって申込みの誘引をし、その特定者をして競争させ、契約の相手方となるべき者を決定し、その者と契約を締結する方式をいう。
- 指名競争入札は、一般競争に比べて、不信用、不誠実な者を排除することができ、また参加者の範囲が特定多数であるから、手続の点においては、一般競争入札より簡単である。しかし、特定多数の範囲の決定が一部の者に固定し、また参加者の範囲が限られることになるところから、談合を容易にし、結果として真の競争の実行を期し難いことになるおそれがある等の短所を有している[5]。

#### 公募型指名競争入札
公募型指名競争入札とは、各業者からの入札参加申込を受け、書類審査を行い条件を満たした者については、その全員を指名する制度をいう。従来の指名競争入札に対して批判が高まる中で、指名競争入札の弱点を弱めるものとして、活用されてきた。最終的には発注者が指名した業者の中で入札が行われるとはいえ、どの企業も応募することができる点で他の指名競争入札と大きく異なる。国土交通省では、H17年～H18年頃の一般競争入札方式の適用拡大以前に多く用いられていたほか、現在でも多くの自治体で実施されている。なお、国土交通省全体では今日運用されていないが、関東地方整備局では、近年独自に試行が行われている。

#### 工事希望型競争入札
工事希望型競争入札とは、相当数の建設業者に対し、工事受注希望の確認と技術資料の提出を求め、かつ、条件を満たす者はすべて競争参加を認める制度。10社～20社程度に資料提出を求め、条件を満たせば機械的に参加を認めるため、通常の指名競争入札よりは指名者が多くなることが特徴。国土交通省直轄工事においては、利用数が年々減少しており、近年の利用実態はほとんど見られない。

#### フレームワーク方式
フレームワーク方式（包括個別二段階契約方式）は、公募により選定した企業（フレームワーク企業）と個別工事の発注に関する包括協定を締結し、一定期間の工事をフレームワーク企業に対して発注する方式で、災害復旧、維持工事等、地域インフラを支える体制確保に寄与する方式として期待されている。
発注者が工事の発注件数や実施箇所、入札時期などを記した大まかな発注見通しを公表し、企業の施工実績などの要件を示したうえで、建設会社から広く参加希望を募る。複数の会社が参加を表明すれば、各社の施工能力などを審査して参加候補者名簿を作成する。その後、詳細な発注計画を公表したうえで、発注者が指名基準に基づいて、候補者名簿から参加者を選定する。以降の手続きは、通常の指名競争と同様になる。

### 随意契約
- 随意契約（政府調達協定（WTO協定）上の「限定入札」（英："limited tendering"））とは、競争によることなく、契約担当官等が資力、信用などのある特定の者を選定して、その者と契約を締結する方式をいう。
- 随意契約は、一般競争入札や指名競争入札に比べて手続きが最も簡単で、経費面の負担も少額で足りるほか、相手が特定の者であるため、競争によるときよりも、資力信用及び技術等の能力を熟知したうえ選定することができる長所があるが、反面公正な契約の締結が確保されないおそれがあり、ややもするといわゆる官商結託の弊害を招き、不利な価格で契約を締結することとなる等の短所を有する[5]。
- 災害復旧工事などにおいては、災害協定などに基づき、この方式が採用されることが多い。また、少額の契約は随意契約が多い。

#### 技術提案・交渉方式
技術提案・交渉方式は、「公共工事の品質確保の促進に関する法律」（平成17年法律第18号）第18条に規定される「技術提案の審査及び価格等の交渉による方式」に基づき、工事の性格等により当該工事の仕様の確定が困難である場合において、技術提案を公募の上、その審査の結果を踏まえて選定した者と工法、価格等の交渉を行うことにより仕様を確定した上で契約する方式をいう。一般的には技術提案に基づき選定された優先交渉権者と技術協力業務の契約を締結し、別の契約に基づき実施している設計業務に技術提案の内容を反映させながら価格等の交渉を行い、交渉が成立した場合に施工の契約を締結する。制約条件が厳しく、一般の競争入札では対応が難しい工事に利用されているといえる。

#### 公募型プロポーザル方式（建設コンサルタント業務）
公募型プロポーザル方式とは、業者の参加を公示により広く募集し、技術提案書や企画提案書などにより契約締結交渉者を選定する方式をいう。建設コンサルタント業務等に活用されている。国土交通省直轄の建設コンサルタント業務等については、「当該業務の内容が技術的に高度なもの又は専門的な技術が要求される業務であって、提出された技術提案に基づいて仕様を作成する方が優れた成果を期待できる場合」にプロポーザル方式が活用され、「事前に仕様を確定可能であるが、入札者の提示する技術等によって、調達価格の差異に比して、事業の成果に相当程度の差異が生ずることが期待できる場合」に総合評価落札方式が活用され、それ以外の場合に単なる価格競争方式が採用されている。

## 我が国の公共工事の競争入札制度の変遷
- 明示22年に明治会計法において一般競争入札方式が原則方式として採用されて以降、今日まで国および地方公共団体の契約は原則として一般競争入札によるものとされている[注 7][注 8]。
- 明治33年、勅令第280号において「政府の工事[注 9]又は物件の購入にして、無制限の競争に付するを不利とするときは、指名競争に付することを得。指名競争契約により競争を為したるものは、事由を詳具し、直ちに各省大臣より会計検査院に通知すべき」旨が定められ、指名競争入札制度が新設された。
- その後、大正10年、会計法が大幅に改正され、一般競争入札の例外として指名競争入札と随意契約が明記された。「国務大臣前項の方法（一般競争）に依り競争を為すを不利と認むる場合に於いては指名競争に付し又は随意契約に依ることを得」との規定が追加され、実際においては一般競争の原則が空文化するほどに、ほとんどの公共工事で指名競争が採用された。
- 指名競争は、工事の品質の確保を比較的容易にできるという点で、行政コストが低いこともあり、特に問題視されることもなかった[注 10]。
- 指名競争入札が一般化する中で、それが談合（後述）の温床とされる時期が長く続いたが、平成５年～平成６年、いわゆるゼネコン汚職問題が発覚し、建設大臣、宮城県知事、茨城県知事、仙台市長が相次いで逮捕される事態が発生した。また、この時期は折しもWTO条約交渉の時期と重なり、米国を中心に指名競争入札を一般競争入札に転換するようとの圧力が高まっていた上に、自民党が下野し、細川連立内閣が成立した時期でもあった。
- こんな中、平成５年12月、中央建設業審議会は、「公共工事に関する入札・契約制度の改革について」との建議をとりまとめ、大型の工事に一般競争入札を導入することを提言した。これを受け、例えば当時の建設省の直轄工事においては、WTO政府調達協定の基準額[注 11]を超えるものについて一般競争入札方式が本格的に採用された。
- その後、ダンピング等を防止する観点から、平成10年11月旧建設省の「今井１号橋撤去工事」を皮切りに各公共発注者において、総合評価落札方式（後述）が広まりつつある[注 12]。

### 一連の入札制度改革に関する主な時系列
20世紀後半から21世紀前半にかけての、一連の入札制度改革に関する主な時系列は以下の通り。
- 1977年(昭和52年) 6月 私的独占の禁止及び公正取引の確保に関する法律（独占禁止法）改正。課徴金制度が創設[注 13]。
- 1982年(昭和57年) 9月 静岡建設業協会事件、公取委勧告審決。ゼネコンが関わる談合に対する初の独占禁止法適用事件。[11]
- 1992年(平成4年) 7月 米構造問題協議フォローアップ第2回年次報告の作成・公表。「独占禁止法及びその運用の強化」の中で、「入札談合の積極的な排除」が示された。
- 1993年(平成5年) 3月　金丸信前自民党副総裁、脱税疑惑で逮捕。（その後起訴）これが、いわゆるゼネコン汚職の捜査の端緒となる。
- 1993年(平成5年) 6月　いわゆるゼネコン汚職で仙台市長及びゼネコン幹部ら9人逮捕。この年の年末までに茨城県知事、宮城県知事含め収賄側計8名、また贈賄側計25名が逮捕。
- 1993年(平成5年) 8月　細川政権樹立。
- 1993年(平成5年) 12月　中央建設業審議会建議「公共工事に関する入札・契約制度の改革について」において、一般競争入札の実施が謳われる。
- 1994年(平成6年) 1月　「公共事業の入札・契約手続の改善に関する行動計画」閣議了解。
- 1994年(平成6年) 3月　中村喜四郎前建設大臣逮捕（ゼネコン汚職事件関連）
- 1994年(平成6年) 4月　WTO政府調達協定、モロッコ・マラケシュで作成。（一般競争入札の実施は前年度に方針が固まっていた。）
- 1994年(平成6年) 6月21日、「一般競争入札方式の実施について」（建設省直轄工事通達）発出。建設省直轄工事では、平成6年度当初予算に係る事業から一般競争入札方式を実施することとされた。
- 1994年(平成6年) 6月30日、村山政権樹立。
- 1998年(平成10年)11月 旧建設省初の総合評価落札方式による入札が、「今井１号橋撤去工事」にて行われる。
- 2000年(平成12年)7月 公共工事の入札及び契約の適正化の促進に関する法律（公共工事入札契約適正化法）成立。
- 2004年(平成16年)7月 入札談合等関与行為の排除及び防止並びに職員による入札等の公正を害すべき行為の処罰に関する法律（官製談合防止法）成立。
- 2004年(平成16年)10月 いわゆる橋梁談合事件で、公正取引委員会は、メーカー各社に立入り検査。
- 2005年(平成17年)3月 公共工事の品質確保の促進に関する法律（公共工事品確法）成立。
- 2005年(平成17年)4月 独占禁止法改正、課徴金の引き上げ、課徴金減免制度の創設。
- 2005年(平成17年)12月 ゼネコン大手各社による、いわゆる談合決別宣言。

## 指名停止
- 指名停止制度とは、発注者の内部的措置として、不正又は不誠実な行為を行った有資格業者について、指名競争入札においては指名停止期間中指名しないこととし、一般競争入札においては指名停止期間中の有資格業者には入札参加資格を認めない（ほとんどの場合、工事ごとの競争参加資格の要件の一つに指名停止がされていないことが入っている。）こととするものである。[注 14]なお、指名停止は行政処分にはあたらない[注 15]。
- 指名停止措置は、元々は各発注者ごとに独自に行っていた措置だったが、昭和58年の中央建設業審議会建議「建設工事の入札制度の合理化対策等について」において、「発注者による指名停止等の措置については、同様の事例について指名停止期間等の取扱いに大幅な相違があるなど不合理と認められる場合がみられる」との指摘がなされ、同年各省庁、公団等の主要な公共工事発注者から構成される「中央公共工事契約制度運用連絡協議会」（いわゆる中央公契連）が設立され、翌年、「工事請負契約に係る指名停止等の措置要領中央公共工事契約制度連絡協議会モデル」（いわゆる指名停止モデル）が採択された。指名停止モデルが制定されてからは、各行政庁で指名停止措置要領の制定が行われ、現在に至る。
- なお、過去に国土交通省で指名停止を措置された事業者については、一定公開されている[12][13][14]。

## 競争参加資格
- 一般競争は、指名競争と異なり、公告によって広く一般の参加により競争を行わせるのであるが、全く無制限に参加を求めたのでは、不信用、不誠実な者の参加により契約の履行が確保できないこととなるおそれがある。このため、一般競争を合理的に行うには、これに参加するものが、当該契約を完全に履行する能力を有することが必要であるとともに、契約について責任を持つ者でなければならないから、一般競争については、従来から一定の資格要件を設け、その資格のない者については参加を認めないこととしてきた[15]。
- 一般に競争参加資格というと、発注者ごとに、①通年で当該発注機関の名簿に登録する資格（予算決算及び会計令第72条に該当）[注 16]と、②工事ごとに、前記の資格を持っている＋αでいくつかの条件を加えた「当該競争に参加する者に必要な資格」[注 17]の２つがある。前段の競争参加資格については「一般競争参加資格」や「～年度競争参加資格」と言われることが多いが、文言だけではどちらかわからないことも多く、実際には、文脈で判断するしかない。①はほとんどの発注者で随時受付が行われており、年度途中でも申請することができる[注 18]。一度申請して資格を得た後は、１・２年に一度行われる定期の審査を受けることで、資格が更新される。
- なお、①のうち、物品・役務の国の競争参加資格に関しては、現在全省庁統一資格となっており[16][17]、工事分野については、まだ全省庁統一資格にはなっていないものの、一定の省庁については、まとめて申請することができる[18]。
- ①の競争参加資格は、大きく分けて主観的事項の審査（工事成績など）[注 19]と客観的事項の審査（経営規模、経営状況、技術力など）がある。審査の結果与えられる資格は、ほとんどの発注者において、工事種別ごとにランク別の資格となっており、これによって参加できる工事が変わってくる。
- なお、単体企業での資格が一般的であるが、後述の共同企業体でも①・②ともに資格を得ることができる。
- 指名停止と同様に、競争参加資格の取り消しは、行政処分にあたらないとされている。

### 経営事項審査
経営事項審査（一般に、略して経審と呼ばれる。）とは、建設業法第27条の23に規定されている、公共性のある施設又は工作物に関する建設工事（政令27条の13）を発注者から直接請け負おうとする建設業者が必ず受けなければならない審査のことをいう。戦後すぐの昭和25年に前身となる工事施工能力審査制度が中央建設業審議会の決定によって成立し、昭和36年の建設業法改正以降に、公共工事の受注にとって必須となった。
競争参加資格審査のうち、経営規模、経営状況、技術力などの客観的審査については、発注者ごとに審査を行うことが非効率であることから、経営事項審査が一元的にこの部分の審査を担っている。（経営事項審査の全部又は一部の内容を発注者が競争参加資格審査で利用する。）なお、平成10年以降、結果については公表されているが、審査結果の民間利用は進んでいない。

## 共同企業体(JV)
共同企業体（ジョイント・ベンチャー、ＪＶ）とは、建設企業が単独で受注及び施工を行う通常の場合とは異なり、複数の建設企業が、一つの建設工事を受注、施工することを目的として形成する事業組織体のことを言う。一般に、法人格を有しない民法上の組合と解されている。全構成員が各々あらかじめ定めた出資の割合に応じて資金、人員、機会等を拠出して、一体となって工事を施工する方式（＝甲型、共同施工方式）と、各構成員間で工事を分担し、各構成員は、分担された工事について責任をもって施工する方式（＝乙型、分担施工方式）がある。共同企業体として入札に参加するには、各発注機関の競争参加資格を共同企業体として得る必要がある。

### 経緯
共同企業体のような方式は、長い歴史の中で、その萌芽が見られてきたが、1930年の米国・フーバー・ダム建設などを端緒として、20世紀に入り、近代的な共同企業体が活躍する場面がみられるようになった。日本における共同企業体による施工は、昭和25年の沖縄・米軍基地工事（米企業１社＋日本企業３社）が最初であるとされている。
昭和25年の沖縄・米軍基地工事の直後、昭和26年～28年に基礎となる旧建設省の関連通知が発出され、この頃からわが国でも正式に共同企業体が制度として認められることとなった。
昭和62年には、中央建設業審議会答申・建議「共同企業体の在り方について」において「共同企業体運用準則」が示され、ここで、共同企業体は「特定建設工事共同企業体」と「経常建設共同企業体」に分類され、今日の共同企業体制度の基礎となる大枠が固まっている。
今日では、主として地域の維持管理を担う「地域維持型建設工事共同企業体」や東日本大震災を契機として、迅速な復旧・復興を図るために創設された「復旧・復興建設工事共同企業体」も登場し、前述の「特定建設工事共同企業体」、「経常建設共同企業体」と合わせて、主に計４種類の共同企業体が認められている。

### 特定建設工事共同企業体（特定JV）
特定建設工事共同企業体（特定JV）は、大規模かつ技術的難度の高い工事の施工に際して、技術力等を結集することにより工事の安定的施工を確保する場合等、工事の規模・性格等に照らし、共同企業体による施工が必要と認められる場合に工事毎に結成する共同企業体である。
このJVは、特定の建設工事の施工を目的として工事ごとに結成される共同企業体であり、工事が完了すれば解散する必要がある。
いわば一定の規模のある企業が組んで大規模かつ難易度の高い工事を施工するために考えられたJVであるが、制度としては、地元建設業者による特定JVの利用もありうる。

### 経常建設工事共同企業体(経常JV)
経常建設工事共同企業体(経常JV)は、中小・中堅建設業者が、継続的な協業関係を確保することにより、その経営力・施工力を強化する目的で結成する共同企業体である。特定JVと異なり、通年で結成する。

### 地域維持型建設工事共同企業体(地域JV)
地域維持型建設工事共同企業体(地域JV)とは、地域の維持管理に不可欠な事業につき、地域の建設企業が継続的な協業関係を確保することによりその実施体制を安定確保するために構成される共同企業体をいう。維持管理事業が基本であり、大規模な工事の受注は基本的に想定されていない。

### 復旧・復興建設工事共同企業体（復旧・復興JV）
復旧・復興建設工事共同企業体（復旧・復興JV）とは、大規模災害からの円滑かつ迅速な復旧・復興を図るため、技術者・技能者の不足や建設工事需要の急増等への対応として、地域に精通している被災地域の地元の建設企業の施工力を強化する目的で結成する共同企業体をいう。東日本大震災からの復旧・復興工事について、必要な技術者や技能者を当該地域のみで確保することが困難だった場合があったため、平成24年に、復興JVとして創設された。令和４年に、「復旧・復興建設工事共同企業体（復旧・復興JV）」として、新たに共同企業体運用準則に位置づけられ、全国展開されることとなった。

### その他の共同企業体
共同企業体運用準則に規定されている共同企業体は、上記に記載した、特定建設工事共同企業体、経常建設工事共同企業体、地域維持型建設工事共同企業体、復旧・復興建設工事共同企業体の４つであるが、この他に、国や地方公共団体で独自に試行が行われている共同企業体として、異なる工事種別の企業が結成する異工種（異業種）建設工事共同企業体などがある。

## 総合評価落札方式
- 総合評価落札方式とは、価格だけで評価していた従来の落札方式と異なり、品質を高めるための新しい技術やノウハウなど、価格に加えて価格以外の要素を含めて総合的に評価することによって落札者を決定する入札方式をいう。入札前に技術提案を求め、[19]それを活用して予定価格を定めるものが多いため、その部分は、いわゆる入札時VE方式の要素を含んでいる。[20]。
- 通常の指名競争入札が一般的だった時代においては、不良不適格業者の排除は比較的容易だったが、一般競争入札や公募型指名競争入札が広まるにあたって、単なる最低価格落札方式では、不良不適格業者によるダンピング受注が続出しかねないため、価格以外の点についても審査対象に加えることが必要となった。
- 国土交通省では、平成６年の今井１号橋撤去工事を皮切りに採用され始め[21]、今日においては、同省発注の概ね95%以上の工事が本方式を採用するなど、本方式は広まりを見せている。しかし、行政コストは低い方式ではなく、小さい自治体等で導入が難しい点がある。また、審査項目とその配点については、都度、見直しが行われている[注 22]。
- 例えば、国土交通省発注工事についていえば、技術評価点を入札価格で除した評価値が最も高い者が落札できることとなっている。技術評価点は、標準点、加算点、施工体制評価点からなっている。標準点については、競争参加資格要件を満たせば満点である。[22]加算点については、総合評価落札方式のタイプ（地域の実情に応じて、地域防災の担い手の参入を促す方式や次代担い手育成・参入を促す方式の試行など、様々な思考がされている。）に応じて評価項目が異なり、入札者の特性が反映がされやすいため、点数差がつきやすい部分となる。施工体制評価点については、低入札価格に関する点となる。[23]工事の難易度等ごとに、施工能力評価型（Ⅰ型、Ⅱ型）と技術提案評価型（Ａ型、Ｓ型）に分かれる。[24]
- 具体的な運用方法については、各発注機関のガイドラインを参照にされたい。[25]

## 低入札価格調査制度及び最低制限価格制度
- 公共工事のダンピング受注は、工事の手抜き、下請業者へのしわ寄せ、公共工事に従事する者の賃金その他の労働条件の悪化、安全対策の不徹底等につながりやすく、ひいては建設業の若年入職者の減少の原因となるなど、建設工事の担い手の育成及び確保を困難とし、建設業の健全な発達を阻害するおそれがある。
- このため、歴史的にも過度な安値受注者を排除する試みがあったが、今日の公共工事においては、発注者ごとに、低入札価格調査制度や最低制限価格制度が取られている[注 23]。
- なお、平成26年６月に改正された公共工事の品質確保の促進に関する法律（平成１７年法律第１８号）において、現在及び将来の公共工事の品質確保とその担い手の中長期的な育成・確保を図るため、発注者の責務として、低入札価格調査基準又は最低制限価格の設定その他の必要な措置を講ずることが明記（第７条第１項第３号）され、同時期に改正された公共工事の入札及び契約の適正化の促進に関する法律（平成１２年法律第１２７号）においては、公共工事の入札及び契約の適正化の基本となるべき事項に新たにダンピング受注の防止が追加される（第３条第４号）とともに、建設業者には、公共工事の入札に際して入札金額の内訳の提出が義務付けられた（第１２条）。
- 不正を防止するため、これらの開札前の漏洩は禁じられている。（後述の予定価格と同様。）

### 最低制限価格制度
最低制限価格制度とは、あらかじめ最低制限価格を設けた上で、最低制限価格より低い価格で入札をおこなったものを、落札者から排除する制度のことをいう。過去にはローワーリミット制度と言われたこともある。最低制限価格制度は、一定の価格を超えない入札を行った者について一律に落札者から排除する制度であるため、行政コストも低く、人的体力のない自治体などでも導入しやすい。戦前には、道路工事執行令という勅令があり、（経緯は若干不透明だが）土木工事・建築工事全般に関して、これに基づいて国の直轄工事で最低制限価格が導入され、自治体でも広がってきた。しかしながら、最低制限価格制度は入札参加者の価格競争を妨げ、また価格は開札後に公表されるため、入札価格の硬直化を招くという観点から、特に戦後、国による導入については、旧大蔵省や会計検査院の強い反対を受けた。一方で、建設業界、建設系の国会議員、旧建設省からは、ダンピングへの強い問題意識が示され、後述の低入札価格調査制度の成立につながっていく。今日、最低制限価格は、国においてはどの府省庁からも採用されていないが、自治体においては、かなりの割合が採用している。

### 低入札価格調査制度
低入札価格調査制度とは、予定価格の制限の範囲内において申し込みをしたものの価格が、あらかじめ設定した調査基準価格未満であった場合、発注者が調査を行い、適切に契約が履行されないおそれがあると判断した場合には落札者としない制度をいう。前述の最低制限価格導入に対し当時の大蔵省や会計検査院の強い抵抗の中で生まれた。両制度のうち、国の機関における公共工事発注のダンピング対策は、低入札価格調査制度のみである。最低制限価格制度と違い、基準点以下の入札でも自動的に排除されることはないが、適切に契約が履行されない恐れがあるか否か、行政庁側で判断することに行政コストがかかると言われる。なお、今日では従来の低入札価格調査よりも調査に時間のかかる重点価格調査制度も存在しているが、事実上対応困難な膨大な資料の作成、提出を、しかも非常に短期間の間に求めることとしていることから、事実上落札できず、ほぼ最低制限価格と同様の役割を果たしているのではないかとの批判もある。

## 予定価格
予定価格とは、国や地方公共団体が契約を締結する際に、契約担当官等が、競争入札や随意契約に付する事項の価格について、その契約金額を決定する基準として、あらかじめ作成しなければならない（予算決算及び会計令第七十九条、第九十九条の五）見込価格をいう。日本の競争入札では、落札額は予定価格の制限を超えることができない（会計法第二十九条の六）。この原則は予定価格の上限拘束性と呼ばれる。予定価格の決定方法としては、担当者が積算基準や各種価格資料（価格調査月刊誌、業者見積、公共工事設計労務単価等）に基づいて積算を行ない、契約担当官等が積算額に基づいて決定する。予定価格が漏れると、入札の公平性が損なわれることは元より、当該価格付近に入札が集中し、適切な価格競争がされにくくなるため、入札談合等関与防止法（いわゆる官製談合防止法、官談法）で禁じられている。なお、開札後には公表されており、発注者の過去の設定した予定価格に基づいて、受注者側である程度予定価格を推測することができると言われている。

### 設計労務単価
設計労務単価とは、国や県、市町村が発注する公共工事に用いられる職種ごとの建設労働者の賃金単価をいう。建設業の労働集約的な性格から、設計労務単価は、予定価格を算定するにあたって、重要な一つの要素となる。国土交通省と農林水産省において、毎年10月時点の、公共工事（国土交通省・農林水産省（独立行政法人、事業団等を含む）、都道府県および政令指定都市等所管の公共工事）に従事する労働者の県別賃金が職種ごとに調査（「公共事業労務費調査」）され、この調査で得られた数値に基づいて、毎年３月に改訂されている。近年では、平成25年から連続の引き上げが行われている。

### 歩切り
歩切り（ぶぎり）とは、「適正な積算に基づく設計書金額の一部を控除する行為」であり、市場の実勢等を的確に反映した積算を行うことにより算定した設計書金額（実際の施工に要する通常妥当な工事費用）の一部を予定価格の設定段階で控除する行為をいう。財政事情が逼迫している公共発注者が行うことが多い。現在では、平成26年の改正以降の公共工事の品質確保の促進に関する法律第７条第１項第１号によって、その違法性が明確化されたとされている。

## 中小建設業者の受注
公共工事の品質確保の促進に関する法律の目的規定である第１条に、建設業の担い手の確保が挙げられたことに象徴されるように、地域の中小建設企業振興は政策課題となってきた。特に、都市部よりも地方の方が建設需要に占める公共工事のウエイトが比較的大きいため、公共事業政策が与えるインパクトが大きい。国においては、官公需についての中小企業者の受注の確保に関する法律や「中小企業者に関する国等の契約の基本方針」において中小企業者の受注促進が行われている。他に、競争参加資格も、資格によって受注できる工事の額が限定されていることから、大企業が小規模な案件を受注できないという点において、ある意味で中小建設業者の受注に向けた施策となっている。
「国土交通省の直轄工事においては、企業の経営規模等による経営事項審査点に、直轄工事の受注実績、総合評価の参加実績、地方公共団体の受注実績による技術評価点を加算した総合点数により、企業の等級区分、ランクづけを行っているところでございます。その際には、適正な競争が行われるよう、企業の施工能力や登録される建設業者の分布などのバランスを見て、等級区分及び契約予定金額の基準、いわゆる発注標準、Ｃランクでございますが、先ほど委員御指摘のとおり、六千万から三億というものを定めているところでございます。中小企業の受注機会を確保するためにも、分離分割発注の徹底、地理的条件の適切な設定に取り組むとともに、Ｂランク工事のうち予定価格が比較的小さく技術的難易度が比較的低いものにあっては、Ｃランクの建設業者の参加を可能とする取組も行っているところであり、Ｃランク業者の企業育成に資するものと考えております。Ｃランクの発注標準につきましては、直轄工事における事業量や工事の内容、中小企業の受注機会の確保等の観点も考慮しつつ、関係者の意見も踏まえ、適切に定めてまいります。」—五道仁実国土交通省大臣官房技術審議官、第198回国会 衆議院国土交通委員会 第15号 令和元年5月29日

## 不調・不落
入札不調とは、入札参加者がいないことを指し、不落とは、落札者がいない（＝予定価格以下での入札者がいない）状態のことを指す。これを合わせて、不調・不落という。当然のことながら、発注者が示した入札条件が受注者にとって魅力的でない場合や、予定価格が低い場合に発生しやすい。近年では、東日本大震災からの復旧・復興工事において、工事に対する巨大な需要と地方の技術者不足が相まって、多くの不調・不落案件が発生した。必要な公共インフラの整備を行わなければならない発注者からすれば、可能な限り避けなければならない事態だが、逆に「落札率95％以上は談合の疑いが極めて強い」と言われるなど、不調・不落が少ないことが賞賛されない場合もある。

## 電子入札について
かつて、入札は、伝統的な入札箱による入札が行われてきたが、今日、多くの入札が、システム上で行われるようになっている。物品・役務分野の入札については、全省庁統一のGEPSが存在しており、工事については、国土交通省電子入札システムを始めとして、別途各省庁ごとのシステムが存在している。地方公共団体についても、それぞれ個別のシステムを持っている。入札システムとは別に、一般社団法人日本建設情報センターが運営する入札情報サービス（PPI）というサイトがあり、全国の発注機関の入札情報については、ここで確認することができる。

## 入札保証制度(入札ボンド)
公共工事の大きな特色として、様々な保証制度が用意されていることがある。これは、多くの中小建設業者があまり大きな資本力を持っていない割に、労働集約的な特色から、一件あたりの資本投入量が多く、ややもすると自転車操業的な経営がされかねないからである。開札までの段階では、入札保証制度（入札ボンド）がある。
入札保証制度(入札ボンド)とは、入札参加者が入札を撤回した場合に、発注者が被る損害を補填するため、公共工事の発注に当たり、入札参加者に対して、金融機関等による審査・与信を経て発行される契約保証の予約的機能を有する証書(入札ボンド)の提出を求める制度をいう。会計法第29条の４に根拠規定がある。これまで、同条ただし書の規定により、実際上は、ほとんどの場合免除されてきたが、一般競争入札の対象工事の拡大や総合評価落札方式の拡充を図るための条件整備の一環として導入を進めるべき旨、中央建設業審議会ワーキンググループ中間取りまとめ(平成18年3月29日)で示された以降、各発注者で導入が行われてきている。　
公共工事に係る他の保証制度としては、契約後に関するものとして、前払金保証制度、中間前払金保証制度、契約（履行）保証制度が存在している。

## 入札談合
入札談合（以下、単に談合という。）とは、競争入札において、競争するはずの業者が事前に話し合い落札業者などを取り決めることをいう。行政職員が関与するような場合は官製談合という。適正な価格競争を妨げ、結果として国民の財産を不当に侵害するため、各種法律で禁じられている。我が国では歴史に黙認されてきたが、1990年代前半、いわゆるゼネコン汚職を契機として、公共工事における談合風土に世論の風当たりが強くなるとともに、取締りが厳しくなり、発注者側による各種談合防止策が講じられることになった。指名競争入札から、一般競争入札への移行も、その一環である。なお、厳密な意味で談合とは言えない不祥事についても発生している。近年の入札改革前後の時系列については、前記「一連の入札制度改革に関する主な時系列」を参照されたい。

### 背景
談合行為が行われる背景としては、以下のようなことが指摘されている。
- 建設業界は、お互いが潰し合うことを良しとしない風土が歴史的に強かったと言われている。談合によって受注を順番で回していくことは、それぞれの利益を保証することであり、この風土とマッチしていた。
- 金銭の授受のない談合は、談合罪にあたらないとした、いわゆる大津判決（大津地判昭和43年8月27日下刑集10巻第8号866頁）。判決の細かい部分に視点を向けると、他の判例、裁判例と齟齬がある部分があったが、実務的には強い影響力を持ち、談合は違法でないという風土の形成につながった。
- 談合の全盛期には、政官民の鉄のトライアングルの中で、談合が政治家の資金源となっていた。
- 我が国では行政の無謬性が信じられ、また求められやすいとの指摘がある。公共工事において欠陥の少ない工事を行うためには、安心して任せられる業者に任せたいという行政官の思いが、談合につながったとも言われる[33]。
- 行政官からすると、談合関係で日々つながっている企業とは、何か起きた時に交渉しやすい。様々な公共工事において、トラブルは日々付き物だが、一般的に見て、関係の深い企業であれば、貸し借りの関係で対応してくれることなどが多いだろう[34]。
- 実際に発注を行う行政職員の人事評価として、地元の建設業者と関係を良く保つことは一つの指標になってきた。[35]

### 主な対策
- 一般競争入札の実施・拡大（指名競争入札の縮小）
- 対象事業者の指名停止
- 各発注者における談合情報対応マニュアル（談合疑義情報に接した場合における発注機関内の対応マニュアル）の作成
- 研修・講習会の定期的な実施
- 職員による関連企業への再就職に対する規制強化
- 談合違約金制度の創設

### 主な関係法令
- 刑法　第96条の6第2項→公正な価格を害し又は不正な利益を得る目的の談合に対する懲役又は罰金　第197条の4→斡旋収賄罪
- 入札談合等関与行為の排除及び防止並びに職員による入札等の公正を害すべき行為の処罰に関する法律（官製談合防止法）　[注 32] 第4条→談合に関与した行政職員に対する損害賠償　第８条→当該職員に対する懲戒処分
- 私的独占の禁止及び公正取引の確保に関する法律（独占禁止法） 第3条→事業者による不当な取引制限の禁止　第8条→事業者団体による不当な取引制限の禁止

※独占禁止法と刑法の談合罪の棲み分けについては、理論上明確ではない。

### 談合対策強化後
談合対策が強化された1990年代以降、課徴金の支払いや指名停止などによって倒産する、いわゆる談合倒産が相次いだ。一方で、談合の数は減少しているものと思われ、対策の効果は大きかったと思われる。当初は談合容認論的な書籍も多く発行されたが、2010年代以降、あまり見られていない。

## 情報公開
公共工事の入札制度においては、公平・公正な入札手続きを行う観点から、開札前の情報漏洩については、厳しい規制が設けられているが、一方で、開札後については、逆に、入札手続の透明性の観点から、一定の情報について、公開することが推進され、一定の情報公開が行われている。特に、工事の発注予定については、事業者側の技術者確保に資するとされている。